# Cuervea
Cuervea Triana ex Miers – rodzaj roślin należący do rodziny dławiszowatych (Celastraceae R. Br.). Obejmuje co najmniej 7 gatunków występujących naturalnie w Afryce, zachodniej części Indii oraz Ameryce Środkowej i Południowej.

## Morfologia
PokrójDrzewo, krzew lub liany o nagich pędach.
LiścieNaprzeciwległe, całobrzegie, ząbkowane bądź z drobnymi zaokrąglonymi ząbkami.
KwiatyObupłciowe.
OwocePodłużnie spłaszczone torebki.

## Biologia i ekologia
Występuje w wilgotnych miejscach w lasach galeriowych.

## Systematyka
Pozycja i podział według APWeb (2001...)
Rodzaj należący do rodziny dławiszowatych (Celastraceae R. Br.), rzędu dławiszowców (Celestrales Baskerville), należącego do kladu różowych w obrębie okrytonasiennych.
Wykaz gatunków
| - Cuervea crenulata Mennega - Cuervea hawkesii Proctor - Cuervea integrifolia (A.Rich.) A.C.Sm. - Cuervea isangiensis (De Wild.) N.Hallé - Cuervea jamaicensis Proctor - Cuervea kappleriana (Miq.) A.C.Sm. - Cuervea macrophylla (Vahl) R.Wilczek |